# Богоявленский (Николаев)
Богоявле́нский (укр. Богоявленський) — исторический район в Корабельном районе Николаева, в прошлом — районный центр Жовтневого района Николаевской области.

## История

### Основание. Витовка
В 1399 году литовский князь Витовт во время походов против татар построил здесь укрепление и таможню для торговли с ними. Поселение на этом месте было названо в честь него — Витовка. После потери Великим княжеством Литовским Северного Причерноморья эта территория 350 лет принадлежала Османской империи.
В 1774 году по Кючук-Кайнарджийским мирному договору Витовка вместе с другими населёнными пунктами и землями между Днепром и Южным Бугом отошла к Российской империи.
В период русско-турецкой войны 1787—1792 годов по указанию А. В. Суворова больных солдат с Кинбурнского полуострова отправляли в Витовский госпиталь, где лечили местными травами и целебной родниковой водой, и где работал врач-эпидемиолог Д. С. Самойлович.
В этот же период в Витовке стояли, выполняя пограничные функции, части Бугского егерского корпуса под командованием М. И. Кутузова. 25 мая 1788 года Кутузов сам посетил Витовку в поисках удобного места для переправы на правый берег для штурма Очакова, а князь Григорий Потёмкин, задерживаясь допоздна в Херсоне, всегда возвращался ночевать в построенный для него в Витовке дом.

### Богоявленск — пригород Николаева
В 1789 году главнокомандующий русскими войсками князь Г. А. Потёмкин приказал переименовать Витовку в Богоявленск в честь существовавшей здесь церкви Богоявления. Архитектор И. Е. Старов, вызванный из Санкт-Петербурга, разработал генеральный план застройки Богоявленска. Голландский архитектор Викентий Ванрезант также был активно задействован в планировании и развитии Богоявленска. Были построены канатная и парусная фабрики, основана первая в России школа практического земледелия и садоводства под руководством профессора М. Е. Ливанова, разбит Казенный сад с почти 20 000 плодовых и декоративных деревьев.
Преждевременная смерть князя Потёмкина не дала сбыться его планам по развитию Богоявленска.
Долгое время Богоявленск был загородной резиденцией адмиралов Черноморского флота. С 1790 по 1861 год Богоявленск оставался адмиралтейским военным поселением.
С 1861 года с ростом развития капиталистических отношений сложились благоприятные условия для роста количества населения Богоявленска. Здесь селились семьи рабочих николаевских судостроительных заводов и рыбаки многочисленных рыбартелей, развивались торговля и ремесла.
С течением времени Богоявленск стал предместьем Николаева. В 1887 году его перевели на положение посада и подчинили Херсонской администрации.

### Советский период
С установлением советской власти Богоявленск сохранил своё имя. В 1921 году стал волостным центром.
В 1938 году Президиум Верховного совета УССР переименовал Богоявленск в Октябрьское; с 30.12.1962 — Жовтневое.
В ходе Великой Отечественной войны в 1941 году Октябрьское было оккупировано наступавшими немецкими войсками. 22 марта 1944 года 28-я армия освободила селение, а 25 марта с его берега Южного Буга в сторону Николаева отправился десант Ольшанского.
С 1944 года адм. центр Жовтневого района.
В 1952 году в Октябрьском был создан судостроительный завод «Океан».
В 1961 году Октябрьское получило статус города.
В 1973 году был основан пивзавод «Янтарь».
22 декабря 1973 года, согласно Указу Президиума Верховного Совета УССР № 2314-VIII, Жовтневое было включено в состав Николаева, образовав вместе с Широкой Балкой и Балабановкой Корабельный район города. С этого момента началась урбанизация Жовтневого, а сам жилой район всё чаще называется Жовтневое.
В 1980 году важным событием для района стало строительство Николаевского глинозёмного завода.

### Постсоветский период
С распадом СССР Жовтневое (Октябрьское) пришло в состояние экономической депрессии, в том числе из-за остановки завода «Океан». Тем не менее, при поддержке Николаевского глинозёмного завода в 1996 году был построен уникальный для юга Украины на то время плавательный бассейн «Водолей».
В феврале 2016 года Октябрьский проспект, главная транспортная артерия Жовтневого, был переименован в Богоявленский.
Сегодня в Богоявленском также расположены пляж «Чайка», три лесных массива, два рынка, два дома культуры, множество скверов, магазинов, ряд супермаркетов.

## Известные уроженцы
- Цветухин, Фёдор Андреевич — советский разведчик.